# Rudolf Piskáček

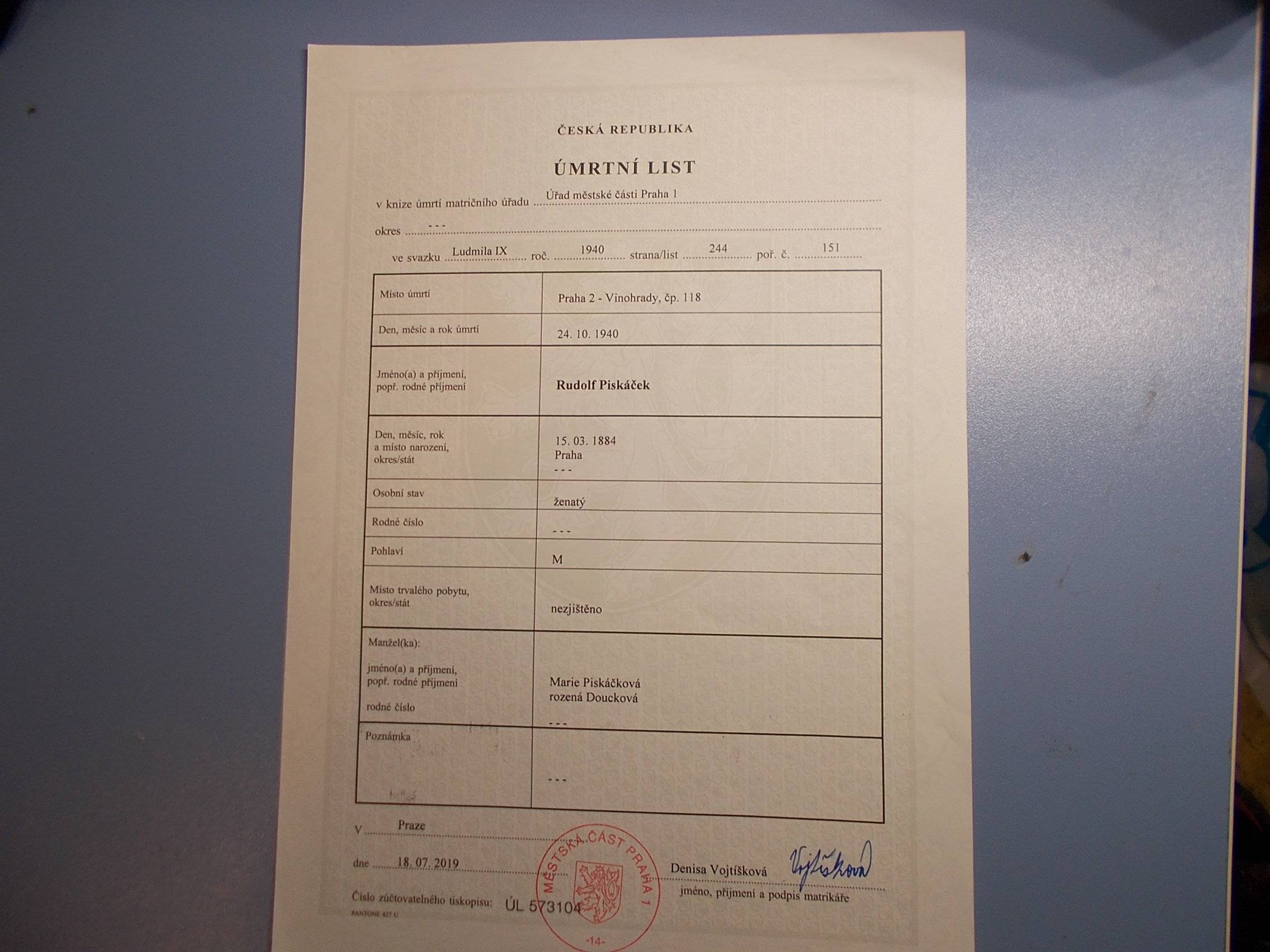
Rudolf Piskáček - úmrtní list (zemřel 24. 10. 1940)

Rudolf Piskáček (15. března 1884 Praha – 24. říjen 1940 Praha) byl český hudební skladatel známý zejména svými operetami. Jeho bratr byl hudební skladatel Adolf Piskáček.

## Život
Vystudoval gymnázium a hudební konzervatoř, obor varhany a kompozice. Již během gymnaziálních studií vzbudil pozornost jako skladatel hudby k veselohrám. Byl jedním ze žáků Antonína Dvořáka. Jeho absolventskou prací byla symfonická báseň Sardanapal a Sonáta pro housle a-moll, která získala cenu České akademie věd a umění.
Byl kapelníkem Pištěkova divadla a v letech 1907–1918 působil v Divadle na Vinohradech  jako korepetitor, sbormistr a později i kapelník. Po převratu byl krátce kapelníkem 2. pěšího pluku, aby se vrátil na Vinohrady a řídil Vinohradskou zpěvohru. V roce 1924 podnikl úspěšné turné po Spojených státech.
Pokusil se o samostatné divadlo v Českých Budějovicích, ale bez úspěchu. Divadlo záhy narazilo na finanční potíže a zkrachovalo. Krátce působil v žižkovské Akropoli, ale s rostoucím diváckým úspěchem svých operet se nadále věnoval pouze skladbě. Všechny premiéry jeho děl byly uváděny i nadále ve Vinohradské zpěvohře.
Zemřel roku 1940 a pohřben byl na Vinohradském hřbitově.

## Dílo

### Populární hudba
Během života složil přes 40 hudebně–divadelních děl, převážně operet, frašek a her se zpěvy.
Mezi nejúspěšnější patří:
- Osudný manévr (1912)
- Slovácká princezka (1918)
- Tulák (1924)
- Perly panny Serafínky (1929)
- Batalion (1929)
- Tonka z periférie (1931)

### Klasická hudba
Komponoval však i vážnou hudbu inspirovanou především lidovými melodiemi:
- K Betlému (vánoční hra)
- Fantasie na české a moravské písně pro klavír
- Písničky v lidovém tónu
- V májové noci (balada)
- mužské sbory

### Filmová hudba
- Děvče z předměstí anebo Všecko příjde najevo
- Děvčátko, neříkej ne

## Rudolf Piskáček v umění
- Věčný tulák (dvojdílná televizní inscenace Československé televize, televizní studio Ostrava z roku 1990 s Jaroslavem Satoránským  v titulní roli)[3].